# Tour d'Indonésie
Le Tour d'Indonésie (officiellement Tour de Indonesia) est une course cycliste par étapes disputée en Indonésie de 2004 à 2011. Il fait partie de l'UCI Asia Tour de 2005 à 2011, en catégorie 2.2. L'édition 2007 a été annulée et celle de 2008 qui devait se dérouler en juin, a finalement eu lieu en décembre. 
L'épreuve revient au calendrier de l'UCI Asia Tour en 2018 en catégorie 2.1.

## Palmarès
| Année     | Vainqueur         | Deuxième                 | Troisième             |
| --------- | ----------------- | ------------------------ | --------------------- |
| 2004      | Nathan Dahlberg   | Amin Suryana             | Wong Ngai Ching       |
| 2005      | Hossein Askari    | Paul Griffin             | Vyacheslav Dyadichkin |
| 2006      | David McCann      | Vyacheslav Dyadichkin    | Mostafa Seyed         |
| 2007      | non-disputé       |                          |                       |
| 2008      | Ghader Mizbani    | Amir Zargari             | Hossein Jahanbanian   |
| 2009      | Mahdi Sohrabi     | Ghader Mizbani           | Andrey Mizourov       |
| 2010      | Herwin Jaya       | Fatahillah Abdullah      | Edmund Hollands       |
| 2011      | Eric Sheppard     | Christoph Springer       | Chun Hing Chan        |
| 2012-2017 | non-disputé       |                          |                       |
| 2018      | Ariya Phounsavath | Peerapol Chawchiangkwang | Jokin Etxabe          |
| 2019      | Thomas Lebas      | Angus Lyons              | Jeroen Meijers        |